# Стоян Стоянов (психиатър)
Вижте пояснителната страница за други личности с името Стоян Стоянов.
Стоян Тодоров Стоянов е български учен, лекар-психиатър.

## Биография
Стоян Стоянов произхожда от стар възрожденски род на земевладелци. Взема участие в съпротивата срещу фашизма преди и по време на Втората световна война (1938-1944), за което е осъден на смърт от режима на цар Борис III. Впоследствие, като опонент на политическия екстремизъм, също е бил репресиран (1973-1982).
Завършва медицина в София през 1950 г. Кандидат на медицинските науки през 1961 и доктор на медицинските науки през 1980 г., научен сътрудник (1954) в Научноизследователския психоневрологичен институт (НИПИ) към Министерството на народното здраве (МНЗ), старши научен сътрудник (1965), старши научен сътрудник първа степен (1972) към същия институт, професор по психиатрия към Катедрата по психиатрия на Медицинска академия (МА) (1986).
Основава като първи главен лекар Окръжния психоневрологичен диспансер – Велико Търново (1951). Главен инспектор в Контролната инспекция на МНЗ (1951-1958). Завежда една от първите психологични лаборатории в България (1954). Специалист по психиатрия (1959).
Ръководител е на психиатричната клиника на НИПИ (1963-1972), Втора психиатрична база на Центъра по неврология, психиатрия и неврохирургия на МА (1972-1979) и на психиатрично отделение в Клиниката за психични заболявания на Научния институт по неврология, психиатрия и неврохирургия на МА (НИНПН) – (1979-1987).
Специализира в Академията на медицинските науки – Москва, Университетската болница „Шарите“ в Берлин, Потсдам, Венеция и Милано. Консултант e по психиатрия на Университета в Мичиган (САЩ); експерт към Организацията на обединените нации от 1974 г.

## Научни постижения, приноси
Професор Стоянов е автор и съавтор на повече от 150 научни труда, включително монографии и учебни ръководства. Открива метод за терапия на негативните форми на шизофренията, признат за изобретение през 1977 г. Описва за първи път динамиката на онейроидния синдром (1961, 1968) и на парафренния синдром (1971, 1980) при шизофренни психози. Изпитва за първи път препарата за лечение на никотинизъм „Табекс“ (1966, 1971). Разработва философски и теоретико-методологични въпроси на психиатрията и на социалната психиатрия.
Проф. Стоянов създава един от най-влиятелните клонове на патокинетичната школа в психиатрията наред с А.Снежневски, К.Конрад и А.Ей.
Различни поколения на ръководения от него екип с непосредственото му участие изучават патобиохимията и фармакотерапията на психичните разстройства; високопланинското лечение (1966-1971); проблеми на детската психопатология (1969-1979) и клиничната психофизиология (1984 – 1993). Сред значимите им постижения се нареждат изследването на латентността и преработката на перцептивната информация при шизофрения с евокирани потенциали, както и внедряването на редица съвременни психотропни медикаменти (халоперидол и др.).
Кавалер е на ордена „Кирил и Методий“ първа и втора степен.
Председател е на Консултативния съвет по ендогенни психози; председател на Надзорния съвет на международното дружество „Ханс Селие“.
От 1999 г. Втора психиатрична клиника при Катедрата по психиатрия в Медицински университет - София носи неговото име. Понастоящем името на проф. д-р Стоян Стоянов носи и една от лекционните зали в Университетската болница по неврология и психиатрия.